# 김소원 (아나운서)
김소원(1973년 2월 4일 ~ )은 대한민국의 민영방송국인 SBS 소속의 아나운서이다. 94학번 연세대학교 심리학과를 졸업하였으며, 1995년에 SBS 공채 5기 아나운서로 입사했다. 진행을 담당했던 대표적인 프로그램으로는 SBS 8 뉴스가 있다. 키는 169cm, 몸무게 45kg이다.
1997년 페루 일본 대사관 인질사건 보도를 계기로 특종상을 수상하고, 1999년에는 당시 자신이 진행하던 교양프로그램인 TV 탐험 리얼 코리아의 진행상을 수상하였다. 또한 2002년 4월 6일부터 2004년 2월 28일까지 주말 SBS 8 뉴스를 진행하였으며, 2004년 3월 1일에 평일 SBS 8 뉴스로 자리를 옮겨 2011년 3월 18일까지 진행하였다. 현재는 SBS 12 뉴스와 접속! 무비월드 SBS 스페셜을 맡아 진행하고 있다.

## 출연작

### 뉴스
- SBS 오 뉴스 임시진행 (2025년 1월 6일 ~ 1월 7일, 1월 31일)
- SBS 12 뉴스 진행 (2017년 1월 16일 ~ 2023년 5월 18일)
- SBS 뉴스퍼레이드 진행 (2014년 10월 20일 ~ 2016년 12월 30일)
- 평일 SBS 8 뉴스 진행 (2004년 3월 1일 ~ 2011년 3월 18일)
- 주말 SBS 8 뉴스 진행 (2002년 4월 6일 ~ 2004년 2월 28일)

### 예능 프로그램
- 접속! 무비월드 (2014년 1월 18일 ~ 현재)
- 기적의 오디션

### 시사교양 프로그램
- 현장 21 진행 (2013년 2월 26일 ~ 2014년 7월 1일)
- SBS 뉴스토리 나레이션 (2014년 7월 8일 ~ 2015년 12월 1일, 2021년 1월 23일 ~ 2023년 3월 25일)

### 라디오 프로그램
- SBS 러브FM 뮤직토피아 (2000년 4월 1일 ~ 2003년 7월 8일)
- SBS 러브FM 책하고 놀자 (2009년 3월 2일 ~ 2009년 5월 17일)
- SBS 러브 FM 김소원의 SBS 전망대 (2011년 4월 4일 ~ 2012년 12월 14일)

| SBS 올해의 아나운서 |               |        |
| 2003년              | 2004년 김소원 | 2005년 |
| 윤현진              | 2004년 김소원 | 정석문 |
|                     |               |        |
|                     |               |        |

| SBS 연예대상 《아나운서상》 |               |        |
| 2010년                      | 2011년 김소원 | 2012년 |
| 최기환                      | 2011년 김소원 | 박은경 |
|                             |               |        |
|                             |               |        |